# لورتشي (كيبك)
لورتشي (بالإنجليزية: Larouche, Quebec)‏ هي بلدية محلية في كيبيك تقع في كندا في Le Fjord-du-Saguenay. يقدر عدد سكانها بـ 1,277 نسمة ومساحتها 89.60 كم2 .